# Stratford International
Stratford International vasútállomás Angliában, London Stratford kerületében.

## Vasútvonalak
Az állomást az alábbi vasútvonalak érintik:
- CTRL

## Forgalom
| Járat | Útvonal | Gyakoriság      |
| ----- | --- | --------------- |
|       | Stratford International – Stratford – Stratford High Street – Abbey Road – West Ham – Star Lane – Canning Town – West Silvertown – Pontoon Dock – London City Airport – King George V – Woolwich Arsenal | 7-10 percenként |

## Kapcsolódó állomások
A vasútállomáshoz az alábbi állomások vannak a legközelebb:
- Ebbsfleet International (Csatorna-alagút, CTRL)
- St Pancras pályaudvar (St Pancras pályaudvar, CTRL)